# Jack Cunningham (homme politique)
Pour les articles homonymes, voir Jack Cunningham et Cunningham.
John Anderson Cunningham, baron Cunningham de Felling (né le 4 août 1939) est un homme politique britannique membre du Parti travailliste qui a représenté la circonscription de Copeland au parlement britannique de 1983 à 2005. Il a notamment servit au sein du cabinet de Tony Blair.

## Biographie
Fils de Andrew Cunningham, personnalité du Parti travailliste dans les années 1970, Jack Cunningham étudie à la Jarrow Grammar School (désormais la Jarrow School (en)), où il partage notamment la classe de Doug McAvoy (en). Cunningham poursuit des études au College of St Hild and St Bede de l'université de Durham, où il obtient un BSc en Chimie en 1962 et un PhD en 1967. Travaillant comme chercheur à l'université jusqu'en 1968, il devient un officier syndical pour la General and Municipal Workers' Union (en).

## Décorations
- Étoile d'or et d'argent de l'ordre du Soleil levant (2016)[1]